# Município de Pike (condado de Stark, Ohio)
O município de Pike (em inglês: Pike Township) é um município localizado no condado de Stark no estado estadounidense de Ohio. No ano de 2010 tinha uma população de 3.961 habitantes e uma densidade populacional de 48,02 pessoas por km².

## Geografia
O município de Pike encontra-se localizado nas coordenadas 40° 41′ 14″ N, 81° 22′ 27″ O. Segundo a Departamento do Censo dos Estados Unidos, o município tem uma superfície total de 82.48 km², da qual 82,34 km² correspondem a terra firme e (0,18 %) 0,15 km² é água.

## Demografia
Segundo o censo de 2010, tinha 3.961 habitantes residindo no município de Pike. A densidade populacional era de 48,02 hab./km². Dos 3.961 habitantes, o município de Pike estava composto pelo 98,49 % brancos, o 0,38 % eram afroamericanos, o 0,15 % eram amerindios, o 0,08 % eram de outras raças e o 0,91 % eram de uma mistura de raças. Do total da população o 0,61 % eram hispanos ou latinos de qualquer raça.